# 新北市私立智光高級商工職業學校
智光學校財團法人新北市智光高級商工職業學校，簡稱智光商工。為一所位於台灣新北市永和區的私立技術型高級中等學校，鄰近四號公園、復興商工，並靠近捷運南勢角站、景安站、永安市場站和景平站。校名由來是紀念創辦人南亭老和尚的師父智光大師。

## 校史沿革
民國54年初，由故董事長南亭老法師籌創，為紀念鎮江焦山智光大師，定校名為智光商業職業學校，分初、高商兩部。
民國55年，增設四年制高商夜間部。
民國57年，因國民義務教育延長，初商部停止招生。
民國58年，增設電子設備修護科，改校名為智光高級商工職業學校。
民國59年，附設高級商工職業補習學校，設立商業科及電子設備修護科。
民國61年，增設日、補校機工科。
民國75年，日校增設會計統計科、控制科與美工科，是年10月10日附設高級商工職業補習學校更正為附設進修補習學校。
民國76年，日校增設資訊科，進修補校增設美工科。
民國77年，日校增設資料處理科與餐飲管理科，夜間部增設資料處理科，進修補校增設資訊科；是年會計統計科停止招生。
民國79年，進修補校增設資料處理科。
民國81年，進修補校增設餐飲管理科。
民國86年，夜間部商業經營科停止招生。
民國87年，夜間部資料處理科停止招生。
民國89年5月16日，更正進修補習學校校名為智光高級商工職業學校附設進修學校，是年日校商業經營科、控制科及進修學校商業經營科停止招生。
民國90年，增設綜合高中。
民國97年，綜合高中完成階段性任務，考慮專精發展，班級調回職業類科。
民國101年，日校增設觀光事業科、多媒體設計科。
民國102年，因應臺北縣改制為新北市，4月2日起更名為智光學校財團法人新北市智光高級商工職業學校，附設進修學校更名為智光學校財團法人新北市智光高級商工職業學校附設進修學校。
民國103年，日校增設表演藝術科。
民國104年，因環境變遷及少子化衝擊，附設進修學校資料處理科、電子科、機械科、美工科停止招生。
民國107年，停招美工科。
民國109年，停招表演藝術科。

## 歷任校長
- 第一任校長，葛建時先生（1965年-1981年）
- 第二任校長，慧哲法師（1981年-1990年）
- 第三任校長，張南山先生（1990年-1997年7月31日）
- 第四任校長，閻以炤女士（1997年8月1日-2001年7月31日）
- 第五、六任校長，羅新玉先生（2001年8月1日-2009年7月31日）
- 第七、八任校長，林埔生先生（2009年8月1日-2017年7月31日）
- 第九任校長，陳炳輝先生（2017年8月1日-2020年7月31日）
- 第九任校長，林埔生先生（代理）（2020年8月1日-2021年1月29日）
- 第十任校長，林埔生先生（2021年1月20日-)

## 校友
- 葛斯齊：資深娛樂記者

## 外部連結
- 智光高級商工職業學校（页面存档备份，存于）